# Эль-Халидия
Эль-Халидия (Эль-Халдия; Диббан; араб. الخالدية‎ Al Khālidīyah) — город в Ираке в провинции Анбар. Находится в 90 км от Багдада. Эль-Халидия расположена между озером Эль-Хаббания и рекой Евфрат, фактически вдоль реки.
В составе относится к округу Эль-Фаллуджа, центром которого является город Эль-Фаллуджа, расположенный далее к востоку, вниз по реке Евфрат.
Население составляет 40000 человек.